# Denis de Rougemont
Denis de Rougemont (ur. 8 września 1906, zm. 6 grudnia 1985) – szwajcarski eseista, krytyk i myśliciel piszący po francusku.
Założyciel i dyrektor Europejskiego Centrum Kultury (Centre Europeen de la Culture) w Genewie, zwolennik idei federacji europejskiej. 
Jest autorem m.in. słynnego studium Miłość a świat kultury zachodniej, wydanego po raz pierwszy w 1939 roku. Jego kontynuacją są Mity o miłości (I wyd. 1961), poświęcone nowym metamorfozom mitu Tristana w tradycji europejskiej. Zawierają m.in. głośną interpretację tego mitu, ukrytego w wielkich powieściach XX wieku: Lolicie Vladimira Nabokova, Człowieku bez właściwości Roberta Musila i w Doktorze Żywago Borysa Pasternaka.

## Publikacje w języku polskim
- Miłość a świat kultury zachodniej, wyd. I: 1968, wyd II: 1999, Warszawa, Instytut Wydawniczy PAX, ISBN 83-211-1240-4 (L'Amour et l'Occident, 1939, wyd. poprawione 1972)
- Udział diabła Warszawa 1992, Wyd. Wodnika, s. 235, ISBN 83-85457-02-X (La Part du Diable, 1942/1944)
- List otwarty do Europejczyków Warszawa 1995, Oficyna Wydawnicza Volumen, Instytut Wydawniczy PAX, ISBN 83-211-1524-1(Lettres aux députés européens, 1950)
- Mity o miłości, Warszawa 2002, Spółdzielnia Wydawnicza "Czytelnik", ISBN 83-07-02886-8 (Les Mythes de l'Amour, 1972)